# Adjuvans
Adjuvans je anorganická či organická chemická látka, makromolekula nebo celé buňky některých usmrcených bakterií, které zesilují imunitní reakci na podaný antigen. Používá se jako nezbytná složka vakcín nebo při produkci protilátek z imunizovaných zvířat. Mezi nejčastěji používaná adjuvans patří hydroxid hlinitý a parafínový olej.
Jejich účelem je vybudit imunitní systém k větší protireakci, než jakou by měla samotná vakcína bez těchto adjuvant. Jednak dojde k větší „mobilizaci“ imunitního systému proti vakcíně, bez které by s ní měl organizmus větší problémy; přidání adjuvant tak též představuje možnost, jak dodat do těla minimální množství antigenu či způsob, jak místo několika opakovaných vakcinací provést jen jednu.

## Mechanismus zesílení imunogentity antigenu
Adjuvans může posílit imunitní reakci na antigen různými způsoby:
- prodloužení přítomnosti antigenu v krvi
- napomáhá pohlcení antigenu buňkami prezentujícím antigen
- aktivuje makrofágy a lymfocyty
- podporuje produkci cytokinů

## Typy adjuvans
- Anorganické sloučeniny: hydroxid hlinitý, fosforečnan hlinitý, fosforečnan vápenatý, hydroxid berylnatý
- Minerální oleje: parafínový olej
- Bakteriální produkty: usmrcené bakterie Bordetella pertussis, Mycobacterium bovis, toxoidy
- Doručovací systémy: saponáty (Quil A)
- Cytokiny: IL-1, IL-2, IL-12
- kombinace: Freundovo kompletní adjuvans, Freundovo inkompletní adjuvans
- skvalen: skvalen